# أماغامي
أماغامي هي لعبة محاكاة مواعدة يابانية صدرت على بلاي ستيشن 2 صدرت في 19 مارس 2009، تم عمل مسلسل أنمي بعنوان أماغامي إس إس صدر في 1 يوليو 2010 حتى 23 ديسمبر 2010.